# Monument aux morts de Boisse-Penchot
Le monument aux morts de Boisse-Penchot (Aveyron, France) commémore les soldats de la commune morts lors des conflits du XXe siècle.

## Description
Le monument est érigé à l'extérieur du centre de Boisse-Penchot, sur une petite place à l'intersection de la rue des Deux-Ponts et de l'accès au vieux pont franchissant le Lot. Il est constitué d'un portique à trois colonnes. Sur celle du milieu, une dalle de bronze supporte le bas-relief d'une mère, accompagnée de ses deux enfants, qui dépose une couronne de laurier sur la tombe d'un soldat. En arrière-plan, une femme se tient debout, une branche à la main.
Les colonnes de droite et de gauche comportent des dalles de marbre recensant les soldats de la commune tombés au front : 42 noms sont énumérés pour la Première Guerre mondiale, 4 pour la Seconde Guerre mondiale, ».
De par son thème, refusant de mettre en scène un soldat héroïque, mais au contraire une veuve fleurissant une tombe, l'édifice se rapproche des monuments aux morts pacifistes.

## Histoire
Le monument est l'œuvre de l'architecte Ernest Grialou et du sculpteur Marc Robert.
Le monument aux morts est inscrit au titre des monuments historiques le 18 octobre 2018. Il fait partie d'un ensemble de 42 monuments aux morts de la région Occitanie protégés à cette date pour leur valeur architecturale, artistique ou historique.